# Steve Lee
Steve Lee (ur. 5 sierpnia 1963 w Zurychu, zm. 5 października 2010 w Mesquite) – szwajcarski wokalista rockowy. Lee był wieloletnim wokalistą szwajcarskiej formacji Gotthard z którą nagrał dziewięć albumów studyjnych. W 2008 roku Steve Lee wystąpił gościnnie na albumie projektu Ayreon zatytułowanym 01011001.
Wokalista zginął 5 października 2010 roku w wypadku motocyklowym w Mesquite w stanie Nevada w Stanach Zjednoczonych. Miał 47 lat. Świadkami zdarzenia byli, partnerka życiowa piosenkarza Brigitte Voss Balzarini oraz basista grupy Gotthard – Marc Lynn.

## Dyskografia
Gotthard
- Gotthard (1992, BMG)
- Dial Hard (1994, BMG)
- G. (1996, BMG)
- Open (1999, BMG)
- Homerun (2001, BMG)
- Human Zoo (2003, BMG)
- Lipservice (2005, Nuclear Blast)
- Domino Effect (2007, Nuclear Blast)
- Need to Believe (2009, Nuclear Blast)